# Florentijnse boog

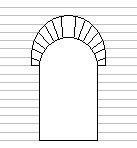
Een voorbeeld van een Florentijnse boog

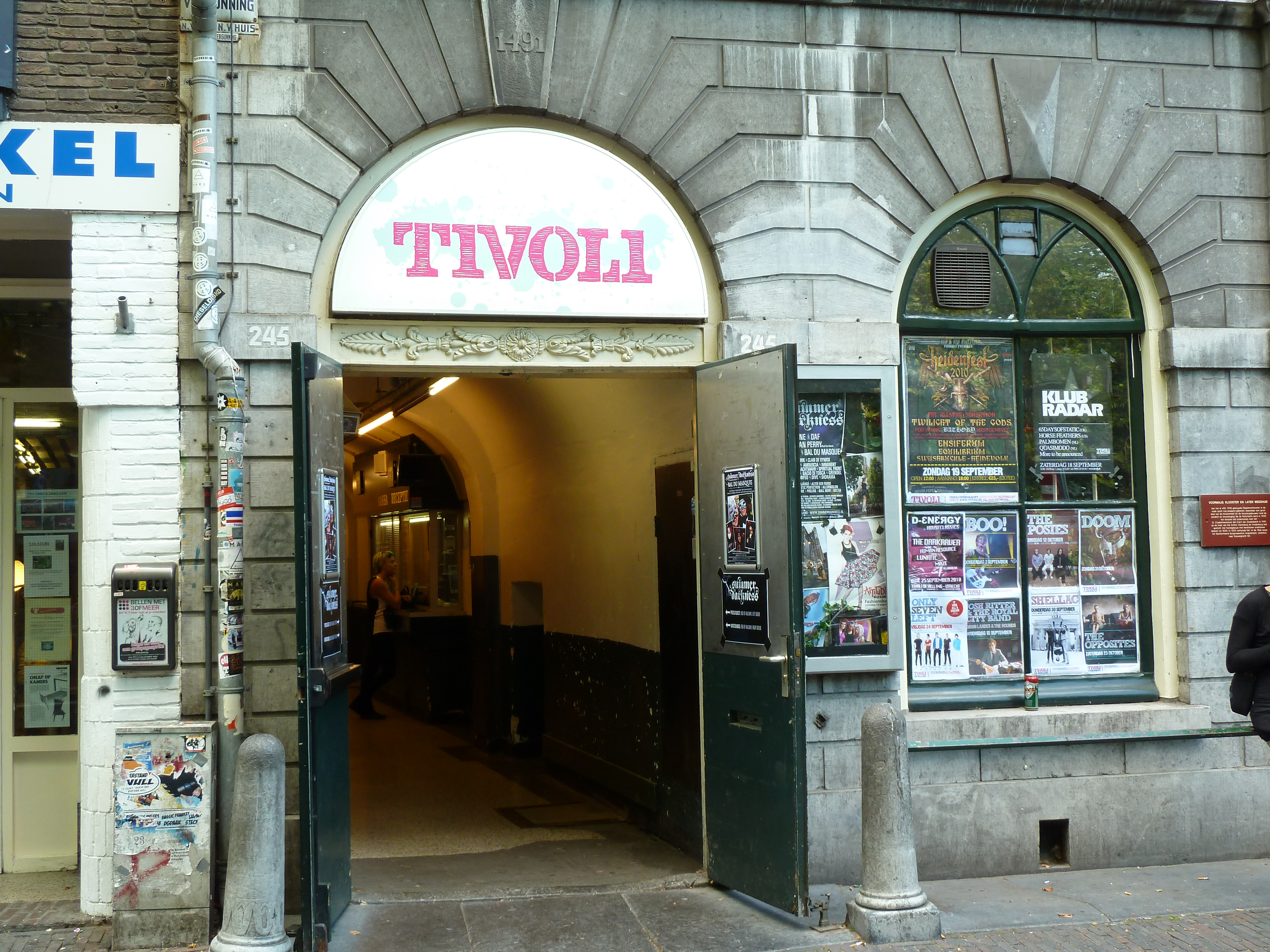
In de gevel rond de ramen van Tivoli in Utrecht een Florentijnse boog

Een Florentijnse boog is een boogtype waarbij de binnenwelflijn en de buitenwelflijn van de boog niet concentrisch verlopen. Dit type boog, ontwikkeld als sierelement in de renaissance, werkt constructief niet beter dan andere boogtypes, die bovendien eenvoudiger zijn te construeren. De naam van de boog verwijst naar Florence.
Een voorbeeld van een Florentijnse boog is een boog waarbij de binnenwelflijn een rondboog volgt, terwijl de buitenwelflijn een spitsboog aanhoudt. Een ander voorbeeld is een getrapte rug als buitenwelflijn.
Een Florentijnse boog kan onder andere voorkomen als metselwerk in een muur en in bepleisterde muren met schijnvoegen.